# Carex enysii
Carex enysii är en halvgräsart som beskrevs av Donald Petrie. Carex enysii ingår i släktet starrar, och familjen halvgräs. Inga underarter finns listade i Catalogue of Life.